# Herbert William Heinrich
Herbert William Heinrich (1886 – 22 de junho de 1962) foi um pioneiro de segurança industrial americano da década de 1930.

## Biografia
Ele era um Superintendente Adjunto da Engenharia e Divisão de Inspeção de Travelers Insurance Company, quando ele publicou seu livro Industrial Accident Prevention, uma abordagem científica, em 1931. Um achado empírico de seu livro de 1931 tornou-se conhecida como Lei de Heinrich: que em um ambiente de trabalho, para cada acidente que provoca um ferimento grave, há 29 acidentes que causam ferimentos ligeiros e 300 acidentes que não causam lesões. Como muitos acidentes têm causas de raiz comum, abordando os acidentes mais comuns que não causam lesões pode prevenir acidentes causadores de acidentes.
Heinrich trabalho é a base para a teoria da segurança baseada em comportamento, que afirma que como muitos como 95 por cento de todos os acidentes de trabalho são causados por atos inseguros. Heinrich chegou a esta conclusão depois de analisar milhares de relatórios de acidentes completado pelos supervisores, que geralmente acusado de causar acidentes de trabalhadores sem a realização de investigações detalhadas sobre as suas causas.
Embora a figura de Heinrich que 88 por cento de todos os acidentes de trabalho e lesões / doenças são causadas por "falha humana" é talvez a sua conclusão mais freqüentemente citado, o livro realmente incentivou os empregadores para controlar os riscos, e não apenas focalizar os comportamentos do trabalhador. "Não importa quão fortemente os registros estatísticos enfatizar falhas pessoais ou como imperativa a necessidade de uma atividade educativa é mostrado, nenhum procedimento de segurança é completa ou satisfatória, que não prevê a... Correcção ou eliminação de... Perigos físicos," Heinrich escreveu em seu livro. Enfatizando esse aspecto de segurança do trabalho, Heinrich dedicada de 100 páginas de seu trabalho com o tema da máquina de guarda.
Heinrich fez um trabalho de segurança em muitos setores, com os dados publicados, o que dá orientações sobre como ampliar de incidentes e quase acidentes para uma boa estimativa da probabilidade de acidentes reais.
Em 1961 recebeu a denominação ASSE Fellow da Sociedade Americana de Engenheiros de Segurança.
O trabalho clássico de Heinrich foi revista para o livro mais recente,
Roos, Nestor R.; Heinrich, H.; Brown, Julienne; Petersen, Dan; Hazlett, Susan (1980). Industrial accident prevention: a safety management approach. New York: McGraw-Hill. ISBN 0-07-028061-4

## Lei de Heinrich revisada
Dois livros depois desafiaram as conclusões de Heinrich.
"Heinrich Revisited: Truisms ou Mitos", de Fred A. Manuele, CSP, PE [2002, ISBN 0-87912-245-5 publicado pelo Conselho Nacional de Segurança] oferece a seguinte, no último capítulo. "A intenção deste livro é apresentar uma revisão sobre a origem de algumas das lojas de Heinrich, que se tornou aceito como obviedades, como eles evoluíram e mudaram ao longo do tempo, e para determinar sua validade. Um resumo das observações feitas neste livro segue.
1. Arquivos referentes à investigação Heinrich não existem. Assim, não há material para analisar como a qualidade da investigação, ou o sistema de análise utilizado para chegar às suas instalações ou a sua validade.
2. Heinrich estudos foram feitos de acidentes que ocorreram na década de 1920. Segurança no trabalho e no trabalho em si mudaram substancialmente desde então, como evidenciado pela redução notável na experiência de acidentes nos últimos 70 anos. Portanto, o valor atual e aplicabilidade de suas conclusões devem ser questionados e pesquisados.
3. Embora a psicologia tem um lugar na gestão da segurança, a ênfase Heinrich deu a ele como sendo "um direito fundamental de grande importância na causa do acidente" foi desproporcionada, e que a ênfase exagerada influenciado o seu trabalho consideravelmente.
4. 88-10-2 Heinrich índices indicam que entre as causas directas e imediatas, 88 por cento são atos inseguros, de 10 por cento são condições inseguras de mecânica ou física, e 2 por cento são inevitáveis
- A metodologia utilizada para chegar a estes índices não podem ser suportados.
- Conhecimento do nexo de causalidade atual indica que a premissa é inválida.
- Esta premissa de conflitos com o trabalho dos outros, como W. Edwards Deming, cuja pesquisa verifica as causas derivar de deficiências nos sistemas de gestão.
- Entre todas as lojas Heinrich, a aplicação das taxas teve o maior impacto sobre as práticas de segurança, e fez mais dano, uma vez que promove os esforços de prevenção a ser focada no trabalhador, em vez do sistema operacional.

5. A fundação de um ferimento grave, o 300-29-1 ratios (triângulo Heinrich) é o menos sustentável de suas instalações.
- É impossível conceber incidente de dados sendo coletados por meio de relatórios os métodos usuais em 1926 em que 10 dos 11 acidentes poderiam ser não-ferimento casos.
- Conclusões relativas ao 300-29-1 índices foram revistos de edição para edição, sem explicação, apresentando questões sobre qual versão é válido.

6. A crença, muitas vezes indicada Heinrich de que as causas predominantes de acidentes sem lesão, são idênticas as causas predominantes dos acidentes que resultaram em lesões graves não é apoiada por provas convincentes e é questionada por vários autores. Aplicação dos resultados na premissa misdirection desde aqueles que aplicá-lo pode presumir, de forma inadequada, que se concentram os seus esforços sobre os tipos de acidentes que ocorrem com freqüência, o potencial para ferimentos graves serão abordadas.
- Investigação de acidentes, resultando em numerosas fatalidade ou ferimento grave pelos profissionais de segurança moderna leva à conclusão de que os seus fatores causais não estão ligados a acidentes que ocorrem com freqüência e resultar em menor prejuízo

7. Não há uma documentação de apoio à relação Heinrich, por 4-1 dos custos indiretos de prejuízo aos custos diretos. Além disso, chegar a uma relação que seja universalmente aplicável é implausível.
8. Em Princípios de Prevenção de Acidentes, Heinrich colocar uma ênfase exagerada sobre os atos inseguros dos indivíduos como fatores causais e dá pouca atenção aos fatores causais provenientes de sistemas operacionais. É convicção deste autor que muitos profissionais de segurança não iria concordar com a premissa de que Heinrich "falha do homem é o coração do problema e os métodos de controle deve ser dirigida para a falha do homem."
9. Nos fatores de Heinrich de Acidentes, destaque é dado aos fatores causais decorrentes da ancestralidade e do meio ambiente e as falhas das pessoas que supostamente derivam de falhas hereditárias ou adquiridas, ou seja, inadequado em relação ao atual costumes sociais ....."
Mais tarde, o livro, "Sobre a prática da segurança, a Terceira Edição", de Fred Manuele [2003, ISBN 0-471-27275-2, publicado pela John Wiley & Sons, Inc] ainda discute Heinrich e compara e contrasta com sua descoberta dos W. Edwards Deming.